# 宮崎県指定文化財一覧
宮崎県指定文化財一覧（みやざきけんしていぶんかざいいちらん）は、宮崎県指定の文化財や史跡等を一覧形式でまとめたものであるが、すべてを掲載しているわけではない。

## 有形文化財

### 建造物
- 米良の民家〔宮崎市〕
- 巨田神社摂社若宮社・今宮社〔宮崎市〕
- 鵜戸神宮本殿〔日南市〕
- 東方大丸太鼓橋（小林市）

### 絵画
- 板絵著色観音菩薩御正体（一面）〔美郷町南郷区域〕

### 彫刻
- 神面（二面）〔西都市〕
- 鍍銀蓮池文華鬘〔三福寺所蔵、延岡市〕

### 工芸品
- 方格四乳葉文鏡〔西都市〕

## 無形文化財
- 日向盲僧琵琶〔日向市〕

## 民俗文化財

### 無形
- 船引神楽〔宮崎市〕

## 記念物

### 史跡
- 甲斐右膳父子墓（昭和9年4月17日指定） - 西米良村
- 観音瀬水路（昭和17年3月31日指定） - 都城市
- 南州翁寓居跡（昭和8年12月5日指定） - 延岡市
- 東平下2号方形周溝墓（昭和16年9月24日指定） - 川南町
- 吉野朝勤王家柴原又三郎の墓（昭和8年12月5日指定） - 高千穂町
- 幕末勤王家海賀宮門外二士の墓（昭和9年4月17日指定） - 日向市
- 刀工田中国広宅跡（昭和8年12月5日指定） - 綾町
- 谷村計介旧宅（昭和8年12月5日指定） - 宮崎市
- 石井十次生家（昭和47年9月26日指定） - 高鍋町
- 若山牧水生家（昭和41年9月9日指定） - 日向市
- 有栖川征討総督宮殿下御本営遺跡（昭和11年7月17日指定） - 日向市
- 木庄の石仏（昭和8年12月5日指定） - 国富町
- 東麓石窟仏（昭和32年12月15日指定） - 小林市
- 去川の関跡（昭和8年12月5日指定） - 宮崎市
- 僧日要の墓（昭和17年6月23日指定） - 日向市
- 伊東塚（昭和9年4月17日指定） - 小林市
- 何欽吉墓（昭和9年4月17日指定） - 都城市